# Élections législatives de 2017 en Corse-du-Sud
Les élections législatives françaises de 2017 se déroulent les 11 et 18 juin 2017. Dans le département de la Corse-du-Sud, deux députés sont à élire dans le cadre de deux circonscriptions.

## Élus
| Circonscription                                 | Député sortant         | Parti | Parti | Député élu ou réélu  | Parti | Parti |
| ----------------------------------------------- | ---------------------- | ----- | ----- | -------------------- | ----- | ----- |
| 1re                                             | Laurent Marcangeli*    |       | LR    | Jean-Jacques Ferrara |       | LR    |
| 2e                                              | Camille de Rocca Serra |       | LR    | Paul-André Colombani |       | FaC   |
| * député sortant ne se représentant pas en 2017 |                        |       |       |                      |       |       |

## Rappel des résultats départementaux des élections de 2012
| Parti          | Parti                             | Premier tour | Premier tour | Second tour | Second tour | Sièges |
| Parti          | Parti                             | Voix         | %            | Voix        | %           | Sièges |
| -------------- | --------------------------------- | ------------ | ------------ | ----------- | ----------- | ------ |
|                | Union pour un mouvement populaire | 18 944       | 31,98        | 30 049      | 51,85       | 2      |
|                | Parti radical                     | 1 301        | 2,20         |             |             | 0      |
|                | Droite parlementaire              | 20 245       | 34,17        | 30 049      | 51,85       | 2      |
|                |                                   |              |              |             |             |        |
|                | Divers gauche dont CSD            | 13 345       | 22,53        | 13 779      | 23,78       | 0      |
|                | Majorité présidentielle           | 13 345       | 22,53        | 13 779      | 23,78       | 0      |
|                |                                   |              |              |             |             |        |
|                | Régionaliste                      | 13 664       | 23,07        | 14 121      | 24,37       | 0      |
|                | Front national                    | 5 943        | 10,03        |             |             | 0      |
|                | Front de gauche                   | 5 549        | 9,37         | 0           |             |        |
|                | Divers                            | 347          | 0,59         | 0           |             |        |
|                | Lutte ouvrière                    | 148          | 0,25         | 0           |             |        |
|                |                                   |              |              |             |             |        |
| Inscrits       | Inscrits                          | 101 531      | 100,00       | 101 586     | 100,00      | 2      |
| Abstentions    | Abstentions                       | 41 513       | 40,89        | 40 334      | 39,7        |        |
| Votants        | Votants                           | 60 018       | 59,11        | 61 252      | 60,3        |        |
| Blancs et nuls | Blancs et nuls                    | 777          | 1,29         | 3 303       | 5,39        |        |
| Exprimés       | Exprimés                          | 59 241       | 98,71        | 57 949      | 94,61       |        |

## Résultats

### Résultats à l'échelle du département
|                                                  |                           |                           |                           |                          |                          |
|                                                  |                           | Premier tour 11 juin 2017 | Premier tour 11 juin 2017 | Second tour 18 juin 2017 | Second tour 18 juin 2017 |
|                                                  |                           |                           |                           |                          |                          |
|                                                  |                           | Nombre                    | % des inscrits            | Nombre                   | % des inscrits           |
| Inscrits                                         | Inscrits                  | 108 772                   | 100,00                    | 108 744                  | 100,00                   |
| Abstentions                                      | Abstentions               | 57 163                    | 52,55                     | 56 141                   | 51,63                    |
| Votants                                          | Votants                   | 51 609                    | 47,45                     | 52 603                   | 48,37                    |
|                                                  |                           |                           | % des votants             |                          | % des votants            |
| Bulletins blancs                                 | Bulletins blancs          | 859                       | 1,66                      | 2 131                    | 4,05                     |
| Bulletins nuls                                   | Bulletins nuls            | 583                       | 1,13                      | 1 452                    | 2,76                     |
| Suffrages exprimés                               | Suffrages exprimés        | 50 167                    | 97,21                     | 49 020                   | 93,19                    |
|                                                  |                           |                           |                           |                          |                          |
| Étiquette politique                              | Étiquette politique       | Voix                      | % des exprimés            | Voix                     | % des exprimés           |
|                                                  |                           |                           |                           |                          |                          |
|                                                  | Les Républicains          | 17 490                    | 34,86                     | 25 769                   | 52,57                    |
|                                                  | Nationalistes corses      | 12 850                    | 25,61                     | 16 637                   | 33,94                    |
|                                                  | La République en marche   | 11 684                    | 23,29                     | 6 614                    | 13,49                    |
|                                                  | Extrême droite            | 2 909                     | 5,80                      |                          |                          |
|                                                  | La France insoumise       | 2 855                     | 5,69                      |                          |                          |
|                                                  | Parti communiste français | 1 704                     | 3,40                      |                          |                          |
|                                                  | Divers                    | 394                       | 0,79                      |                          |                          |
|                                                  | Extrême gauche            | 281                       | 0,56                      |                          |                          |
| Source : Ministère de l'Intérieur - Corse-du-Sud |                           |                           |                           |                          |                          |

### Résultats par circonscription

#### Première circonscription
Député sortant : Laurent Marcangeli (Les Républicains).
|                                                                                 |                                                                              |                           |                           |                          |                          |
|                                                                                 |                                                                              | Premier tour 11 juin 2017 | Premier tour 11 juin 2017 | Second tour 18 juin 2017 | Second tour 18 juin 2017 |
|                                                                                 |                                                                              |                           |                           |                          |                          |
|                                                                                 |                                                                              | Nombre                    | % des inscrits            | Nombre                   | % des inscrits           |
| Inscrits                                                                        | Inscrits                                                                     | 50 880                    | 100,00                    | 50 873                   | 100,00                   |
| Abstentions                                                                     | Abstentions                                                                  | 27 651                    | 54,35                     | 30 136                   | 59,24                    |
| Votants                                                                         | Votants                                                                      | 23 229                    | 45,65                     | 20 737                   | 40,76                    |
|                                                                                 |                                                                              |                           | % des votants             |                          | % des votants            |
| Bulletins blancs                                                                | Bulletins blancs                                                             | 331                       | 1,42                      | 1 056                    | 5,09                     |
| Bulletins nuls                                                                  | Bulletins nuls                                                               | 200                       | 0,86                      | 789                      | 3,80                     |
| Suffrages exprimés                                                              | Suffrages exprimés                                                           | 22 698                    | 97,71                     | 18 892                   | 91,10                    |
|                                                                                 |                                                                              |                           |                           |                          |                          |
| Candidat Étiquette politique (partis et alliances)                              | Candidat Étiquette politique (partis et alliances)                           | Voix                      | % des exprimés            | Voix                     | % des exprimés           |
|                                                                                 |                                                                              |                           |                           |                          |                          |
|                                                                                 | Jean-Jacques Ferrara Les Républicains (Union des démocrates et indépendants) | 7 603                     | 33,50                     | 12 278                   | 64,99                    |
|                                                                                 | Maria Guidicelli La République en marche                                     | 4 872                     | 21,46                     | 6 614                    | 35,01                    |
|                                                                                 | Jean-Paul Carrolaggi Femu a Corsica                                          | 4 859                     | 21,41                     |                          |                          |
|                                                                                 | Francis Nadizi Extrême droite (Front national)                               | 2 756                     | 12,14                     |                          |                          |
|                                                                                 | Jacques Casamarta La France insoumise                                        | 1 559                     | 6,87                      |                          |                          |
|                                                                                 | Anissa-Flore Amziane Parti communiste français                               | 627                       | 2,76                      |                          |                          |
|                                                                                 | Corinne Bucchini Extrême droite (Avvene corsu)                               | 153                       | 0,67                      |                          |                          |
|                                                                                 | Estelle Jaquet Lutte ouvrière                                                | 113                       | 0,50                      |                          |                          |
|                                                                                 | Jérôme Bianchi Divers (Union populaire républicaine)                         | 109                       | 0,48                      |                          |                          |
|                                                                                 | Jean-Yves Santini Divers (Allons enfants !)                                  | 47                        | 0,21                      |                          |                          |
|                                                                                 | Jean-Jacques Comiti Divers                                                   | 0                         | 0,00                      |                          |                          |
| Source : Ministère de l'Intérieur - Première circonscription de la Corse-du-Sud |                                                                              |                           |                           |                          |                          |

#### Deuxième circonscription
Député sortant : Camille de Rocca Serra (Les Républicains).
|                                                                                 |                                                                                                 |                           |                           |                          |                          |
|                                                                                 |                                                                                                 | Premier tour 11 juin 2017 | Premier tour 11 juin 2017 | Second tour 18 juin 2017 | Second tour 18 juin 2017 |
|                                                                                 |                                                                                                 |                           |                           |                          |                          |
|                                                                                 |                                                                                                 | Nombre                    | % des inscrits            | Nombre                   | % des inscrits           |
| Inscrits                                                                        | Inscrits                                                                                        | 57 892                    | 100,00                    | 57 871                   | 100,00                   |
| Abstentions                                                                     | Abstentions                                                                                     | 29 522                    | 50,99                     | 26 005                   | 44,94                    |
| Votants                                                                         | Votants                                                                                         | 28 370                    | 49,01                     | 31 866                   | 55,06                    |
|                                                                                 |                                                                                                 |                           | % des votants             |                          | % des votants            |
| Bulletins blancs                                                                | Bulletins blancs                                                                                | 528                       | 1,86                      | 1 075                    | 3,37                     |
| Bulletins nuls                                                                  | Bulletins nuls                                                                                  | 383                       | 1,35                      | 663                      | 2,08                     |
| Suffrages exprimés                                                              | Suffrages exprimés                                                                              | 27 459                    | 96,79                     | 30 128                   | 94,55                    |
|                                                                                 |                                                                                                 |                           |                           |                          |                          |
| Candidat Étiquette politique (partis et alliances)                              | Candidat Étiquette politique (partis et alliances)                                              | Voix                      | % des exprimés            | Voix                     | % des exprimés           |
|                                                                                 |                                                                                                 |                           |                           |                          |                          |
|                                                                                 | Camille de Rocca Serra (député sortant) Les Républicains (Union des démocrates et indépendants) | 9 887                     | 36,01                     | 13 491                   | 44,78                    |
|                                                                                 | Paul-André Colombani Femu a Corsica                                                             | 7 991                     | 29,10                     | 16 637                   | 55,22                    |
|                                                                                 | Jean-Charles Orsucci La République en marche                                                    | 6 802                     | 24,77                     |                          |                          |
|                                                                                 | Dylan Champeau La France insoumise                                                              | 1 296                     | 4,72                      |                          |                          |
|                                                                                 | Nicolas Alaris Parti communiste français                                                        | 1 077                     | 3,92                      |                          |                          |
|                                                                                 | Nadia Soltani Divers (Union populaire républicaine)                                             | 238                       | 0,87                      |                          |                          |
|                                                                                 | Yves Daïen Lutte ouvrière                                                                       | 168                       | 0,61                      |                          |                          |
| Source : Ministère de l'Intérieur - Deuxième circonscription de la Corse-du-Sud |                                                                                                 |                           |                           |                          |                          |